# Калвария

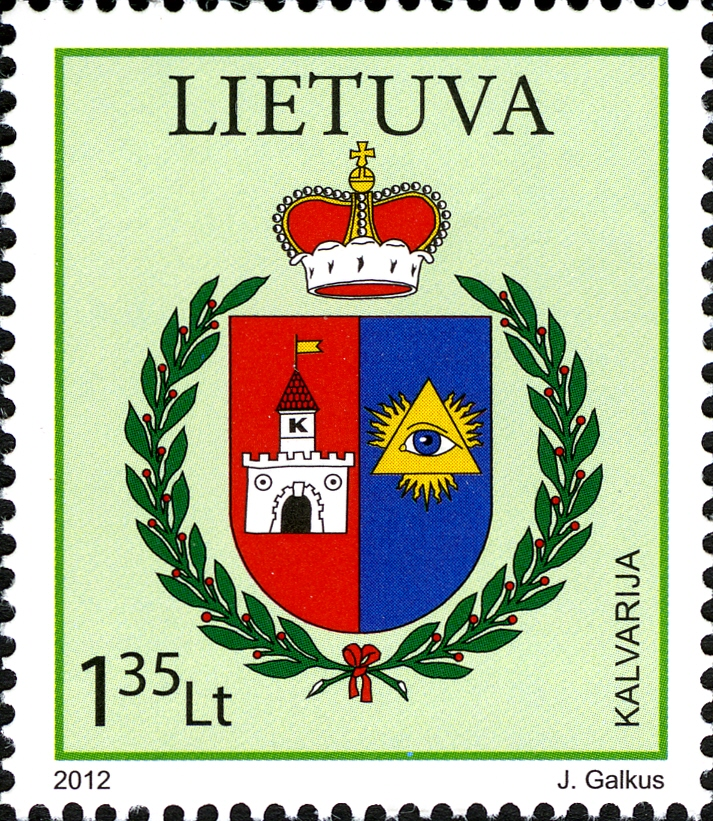
Калвария из серии «Города Литвы», Почта Литвы, 2012

Калва́рия (лит. Kalvarija) — город в Литве в Мариямпольском уезде, центр Калварийского самоуправления. 22 июня 1941 года стал одним из трёх первых населённых пунктов, занятых немцами.

## История
Город возник в XVII веке и был назван в связи с расположением здесь католической кальварии. Деревянная церковь была возведена в 1705 году. При Третьем разделе Польши отошёл в 1795 году к Пруссии, в 1807 году оказался в составе Варшавского герцогства, а после поражения наполеоновской Франции — в Российской империи как центр Кальварийского уезда.
В конце XIX века импульс росту города дала прошедшая неподалёку Петербурго-Варшавская железная дорога, однако наметившаяся тенденция была остановлена Первой мировой войной, в ходе которой город сильно пострадал. В 1950—1962 годах центр Калварийского района.

## География
Расположен на реке Шяшупе. Железнодорожная станция.

## Экономика
Производство стройматериалов; пищевая промышленность.

## Население
| 2001  | 2002  | 2003  | 2004  | 2005  | 2006  | 2007  | 2008  | 2009  | 2010  | 2011  | 2012  |
| ----- | ----- | ----- | ----- | ----- | ----- | ----- | ----- | ----- | ----- | ----- | ----- |
| 5112  | ↘5041 | ↘5026 | ↘5001 | ↘4960 | ↘4907 | ↘4826 | ↘4758 | ↘4697 | ↘4590 | ↘4477 | ↘4399 |
| 2013  | 2014  | 2015  | 2016  | 2017  | 2018  | 2019  | 2020  | 2021  | 2022  | 2023  |       |
| ↘4375 | ↘4349 | ↘4290 | ↘4225 | ↘4093 | ↘3938 | ↘3854 | ↘3766 | ↗3982 | ↘3965 | ↗4025 |       |

Население составляет 5,8 тыс. жителей (1990; 4981 в 2009).